# Olaf Caroe

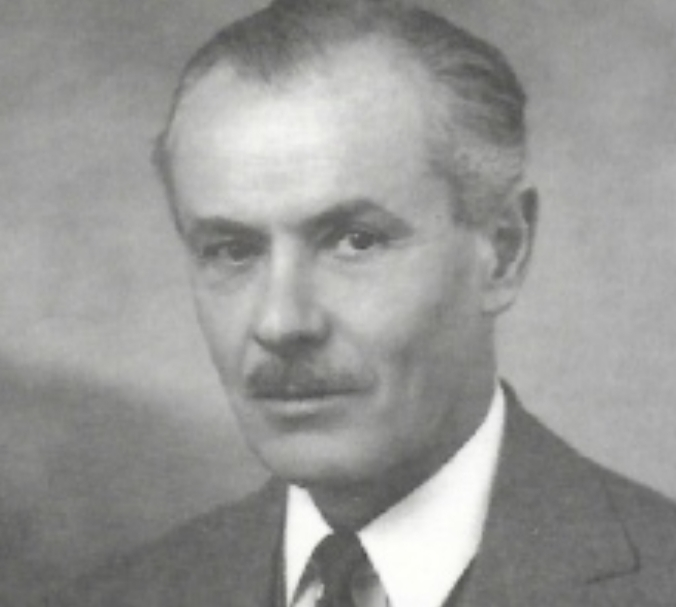
Sir Olf Caroe

Sir Olaf Kirkpatrick Kruuse Caroe (* 15. November 1892 in London; † 23. November 1981 in Großbritannien) war ein Verwaltungsbeamter in Britisch-Indien, der später Autor verschiedener Bücher über den Nahen Osten und Asien wurde.

## Leben
Caroe ist der Sohn des Architekten William Douglas Caroe. Er erhielt seine Ausbildung am Winchester College und danach am Magdalen College Oxford. Im Ersten Weltkrieg diente er in der Provinz Punjab in Britisch-Indien und wurde dann vom Indian Civil Service 1919 als Beamter eingestellt. Im Laufe seiner Dienstjahre wurde er in seinen verschiedenen Positionen innerhalb des Indian Political Service ein einflussreicher Berater der Kolonialregierung. Von 1937 bis 1938 war er Chief Commissioner of Balochistan (deutsch: Belutschistan) im äußersten Südwesten des Kaiserreichs Indien.
Nach dem Zweiten Weltkrieg wurde Caroe Gouverneur der North-West Frontier Province, heute Khyber Pakhtunkhwa, in der Zeit von 1946 bis 1947. In dieser Stellung wurde er von Vertretern der Kongresspartei beschuldigt, der Muslimliga, die für eine Trennung Indiens und Pakistans eintrat, zu sehr nahezustehen und wurde abgelöst. Nach seiner Rückkehr aus Indien begann er mit der Analyse von geschichtlichen und zeitgenössischen Entwicklungen. Seine Bücher waren in ihrer Entstehungszeit von großem Einfluss auf die britische und US-amerikanische Südasienpolitik.

## Auszeichnungen und Ehrungen
- Knight Commander des Order of the Indian Empire (1944)
- Knight Commander des Order of the Star of India (1945)

## Veröffentlichungen
- Wells of Power. The Oilfields of South-Western Asia. A Regional and Global Study. Macmillan, London 1951
  - Neuauflage: mit einem Vorwort von Lionel Curtis. Hyperion Press, Westport, Connecticut, USA 1976, ISBN 0-883552841.
- Soviet Empire: The Turks of Central Asia and Stalinsm, Macmillan, London 1953.
- The Pathans 550 B.C.–A.D. 1957. Macmillan, London 1958 (bei Internet Archive)
  - Neuauflage: with a Foreword and an Epilogue on Russia. Oxford University Press, Karatschi 1983, ISBN 0-19-577221-0.
- From Nile to Indus: Economics and Security in the Middle East. Conservative Party Political Centre, London 1960.
- The Geography and Ethnics of India's Northern Frontiers. In The Geographical Journal 126 (3), 1960.